# کرتیان
آل کرت (۶۴۳–۷۸۳ق). عنوان سلسله‌ای از امرا تاجیک تبارکه از حدود ۶۴۳ تا ۷۸۳ق در خراسان استقلال داشته‌اند.
آل کرت در دوران اوج قدرت خود بر بخش‌هایی از خراسان بزرگ، شامل مناطقی از افغانستان، ایران و ترکمنستان، سلطه داشتند. این سلسله با حفظ استقلال خود توانست نقش مهمی در تحولات سیاسی و فرهنگی منطقه ایفا کند و از جمله حکومت‌های تأثیرگذار در تاریخ منطقه محسوب می‌شود.

## تاریخچه
هجوم مغول‌ها به ایران و فروپاشی فرمانروایی عباسی، آغاز فصلی نوین در تاریخ کشورداری و اجتماعی ایران به شمار می‌رود. مغول‌ها سامانه‌های فرمانروایی کوچک و بزرگ ایرانی از فرارود تا آسیای کوچک را که حاضر به پذیرش برتری یورشگران نشدند، نابود کردند. آل کرت در شمار سامانه‌های فرمانروایی نوپای تاجیک‌تبار بود که از همان آغاز، بزرگی مغول‌ها را پذیرفت و از آنان فرمان رسمی دریافت کرد. ، در نتیجه، در میانه قرن هفتم هجری این حکومت محلی به قدرتی منطقه ای تبدیل شد و تأمین امنیت قلمرو شرقی حکومت ایلخانی به آن واگذار شد. حکومت آل کرت با پذیرش مشروعیت ایلخانان خراسان را از گزند حکومت مرکزی حفظ کرد، اما با خانات جغتای که مشروعیت ایلخانان را نمی‌پذیرفتند درگیر شد ادعاهای جغتاییان فرارود نسبت به مالکیت بر خراسان و تجاوزهای گاه و بیگاه آنان به این منطقه، یکی از عوامل تهدید امنیت خراسان بود خودسری‌های فرماندهان نظامی مغول مستقر در خراسان، شورش نکودری‌ها و تحرکات بعضی حاکمان محلی سیستان نیز از دیگر عوامل داخلی برهم خوردن آرامش خراسان بود. آل کرت در برابر هریک از این تهدیدات، سیاست و راهکارهای ویژه ای اتخاذ کرد و توانست بقای خود و به تبع آن، ثبات سیاسی و امنیت خراسان را تثبیت نماید. پذیرش مشروعیت ایلخان خواندگان خراسان در عصر پسا ایلخانی به موفقیت آل کرت در اداره بهتر خراسان کمک کرد. تنها حکومت محلی که ثبات سیاسی خراسان را برهم زد، سربداران بودند که با واکنش نظامی آل کرت از پیشروی بیشتر آنان جلوگیری شد. فروپاشی خلافت عباسی بغداد و تأسیس حکومت ایلخانی، نوع جدیدی از مشروعیت سیاسی بر پایه پیوند با خاندان چنگیز خان را در ایران و آسیای مرکزی پدیدآورد. حکومتگران اولوس‌های چهارگانه امپراتوری مغول مشروعیت خویش را از راه انتساب خود به چنگیز خان کسب می‌کردند. آل کرت هم‌زمان با پورش چنگیز خان به ایران و برافتادن حکومت خوارزمشاهیان در غور ظهور کردند و جانشین دودمان غوریان شدند. حکومت کرت، در چهارچوب قلمرو ایلخانی قرار داشت و برای بقای خود و امتناع از تنش با حکومت قدرتمند مرکزی، اطاعت از آن‌ها را پذیرفت و مشروعیت سیاسی خود را از ایلخانان گرفت. پذیرش مشروعیت و برتری مهاجمان قدرتمند بیگانه و همکاری زودهنگام با آنان، نخستین و مهم‌ترین عامل بقای آل کرت در خراسان و به تبع استقرار ثبات سیاسی در نواحی زیر مجموعه آنان بود این مسئله سبب شد تا بخش‌هایی از شرق خراسان که در اختیار خاندان کرت بود، از صدمات مغولان در امان بماند. ملک رکن الدین کرت نخستین امیر این خاندان و از اولین فرمانروایان محلی ایران بود که به چنگیزخان مغول اظهار اطاعت کرد. او نوه دختری خویش، شمس الدین کرت را برای اعلام فرمانبرداری به حضور چنگیز فرستاد و خان مغول منشور حکومت غور را برای آل کرت صادر کرد. بر این اساس، حکومت آل کرت در آغاز تأسیس، توانست مشروعیت خویش را از بنیان‌گذار امپراتوری مغول بگیرد و این روند پذیرش مشروعیت سیاسی تا هنگام سقوط ایلخانان در ایران ادامه یافت. ملک شمس الدین کرت، جانشین رکن الدین، که بنیان‌گذار آل کرت محسوب می‌شود، شخصاً در قورولتای انتخاب منگوقاآن شرکت کرد و فرمان حکومت بخش وسیعی از شمال افغانستان، شامل جنوب آمودریا تا مرز سند، را از او دریافت کرد. اما پس از هجوم هلاکوخان به سوی شرق، این بار سلسله آل کرت، مشروعیت خویش را نه از خان بزرگ مغول در قره‌قروم بلکه از ایلخانان گرفتند، زیرا حوزه فرمانروایی آنان زیر مجموعه قلمرو ایلخانی بود. ملک شمس الدین توسط هلاکوخان به رسمیت شناخته شد و با این که علیه ایلخان شورید اما مورد عفو قرار گرفت و حکومتش تداوم یافت. بعد از او، ملک فخرالدین کرت نیز منشور حکومت از جنوب آمودریا تا هرات و رود سند را از غازان خان دریافت کرد، بدین ترتیب در دوره تثبیت حکومت آل کرت، فرمانروایان این خاندان مشروعیت خویش را از منشور ایلخانان می‌گرفتند. آن‌چنان‌که ملک فخرالدین و ملک غیاث الدین کرت نیز منشور حکومت خویش را از اولجایتو دریافت کردند، ملک غیاث الدین، علاوه بر آنکه مشروعیت خویش را از آخرین ایلخان گرفت، توانست در مراسم - سال ۷۲۱ ق حکم امیر الحاج کاروان ایرانی‌ها و عراقی‌ها که حجاج زیر مجموعه حکومت ایلخانی محسوب می‌شدند را از ابوسعید ایلخانی دریافت کند.
گرچه اطاعت کردن آل‌کرت از ایلخانان، آرامش نسبی و ثبات سیاسی را در خراسان به ارمغان آورد، اما بهای آن تضعیف استقلال حاکمان کرت در امور داخلی خراسان بود. رابطه قدرت - مشروعیت میان ایلخانان و آل کرت مناسبات آنان را یکسویه کرد بدین معنا که حکومت ایلخانی می‌توانست در هر زمان حاکمان هرات را به مرکز فرابخواند و به‌طور موقت افراد دیگری را به جای آنان منصوب کند. چنان‌که در هنگام بازداشت ملک شمس الدین در تبریز، اقول (از شاهزادگان مغول در غزنین) به فرمان اباقاخان به هرات رفت و اداره شهر را تا زمان انتصاب ملک رکن الدین بر عهده گرفت. گاهی اوقات، حتی سرداران مغول در عزل و نصب حاکمان آل کرت دخالت می‌کردند و افراد مورد نظر خویش را به قدرت می‌رساندند. به عنوان نمونه، امیر نوروز، سردار غازان، پس از شفاعت و رهانیدن فخر الدین کرت از زندان پدرش شمس الدین کرتبعدها فخرالدین را به حکومت هرات گماشت، کوچک‌ترین بی‌احترامی از سوی حاکمان آل کرت نسبت به حکومت مرکزی، واکنش سریع و جدی ایلخانان را به دنبال داشت. پس از به قدرت رسیدن اولجایتو، حضور نیافتن ملک فخرالدین در دربار او، بی‌احترامی به ایلخان تلقی شد و به لشکرکشی دانشمند بهادر به هرات انجامید ایلخانان می‌توانستند در مواقع لازم، حاکمان آل کرت را به مرکز احضار کنند و از آنان توضیح بخواهند. 

## قدرت نظامی آل کرت
دودمان آل کرت از خاندان‌های برجسته در سرزمین خراسان بود که با بهره‌گیری از ضعف خلافت عباسی و فروپاشی فرمانروایی خوارزمشاهیان، توانست خود را به‌عنوان نیرویی نیرومند در منطقه تثبیت کند. سامانۀ رزمی این خاندان نه‌تنها بر لشکرهای منظم پیاده و سواره استوار بود، بلکه با بهره‌گیری از شیوه‌های پیشرفته جنگ‌آوری در نواحی کوهستانی و صعب‌العبور شرق ایران، به موفقیت‌های بزرگی دست یافتند.
سپاهیان آل کرت بیشتر از مردم بومی خراسان بزرگ، پشتون‌ها، تاجیک‌ها و گروه‌های ترک‌نژاد تشکیل شده بودند. سواره‌نظام آن‌ها آوازۀ فراوان داشت، به‌ویژه در رویارویی با لشکر مغول و تسلط بر سرزمین‌های بلند و سخت‌گذر که نیازمند روش‌های پیچیدۀ جنگی بود. همچنین، گروه‌هایی پیشرو و دیده‌بانانی کارآزموده در گذرگاه‌های کوهستانی داشتند که امکان نگهبانی بر راه‌های دادوستد و گذرگاه‌های مهم خراسان را فراهم می‌ساختند.
در روزگار فرمانروایی شمس‌الدین محمد کرت، دولت آل کرت به اوج توان رزمی خود رسید. او توانست نه‌تنها خودمختاری نسبی‌اش را از فرمانروایان چیره‌دست مغول نگه دارد، بلکه با جلب پشتیبانی برخی گروه‌های بومی، نیروی رزمی‌ای به‌مراتب فراتر از یک حکومت منطقه‌ای فراهم آورد. نبردها و فرونشاندن ناآرامی‌های داخلی همواره با شتاب و استواری انجام می‌گرفت، که این نشانه‌ای از هماهنگی نظام جنگی دولت کرتی‌ها بود.
قدرت نظامی آل کرت فقط در دفاع از مرزهایشان خلاصه نمی‌شد؛ بلکه توان تهاجمی نیز داشتند. گسترش قلمرو آن‌ها در نواحی هرات، غور، بدخشان و سیستان، ناشی از قدرت رزمی منسجم آن‌ها بود. این ارتش ساختار فرماندهی دقیقی داشت و شماری از امیران جنگی برجسته از دل آن بیرون آمدند که بعدها در تاریخ منطقه نقش‌آفرین  شدند

## قدرت اداری و دیوان سالاری
یکی از ستون‌های اصلی اقتدار دودمان آل کرت، نظام اداری و دیوان‌سالاری کارآمد آن‌ها بود که بر مبنای سنت‌های ایرانی-اسلامی شکل گرفته بود و توانست ثبات و کارآمدی را در یکی از پیچیده‌ترین دوره‌های تاریخ خراسان تضمین کند. آل کرت با وجود وابستگی ظاهری به ایلخانان مغول، در واقع یک حکومت نیمه‌مستقل بودند که دیوان‌ها، نهادهای مالی، قضایی و حکمرانی خود را اداره می‌کردند.
در راس نظام دیوانی، شخص حاکم یا سلطان آل کرت قرار داشت که علاوه بر قدرت نظامی، نقش اصلی را در انتصاب وزرا، قاضی‌القضات، دیوان‌داران، محتسبان و صاحب‌منصبان محلی ایفا می‌کرد. دیوان و دستگاه اداری آل کرت عمدتاً از نخبگان محلی و اهل علم و فضل تشکیل می‌شدند. این ساختار باعث شد که اداره قلمرو پهناورشان - از هرات و نیشابور گرفته تا غور و بدخشان - با انسجام و ثبات صورت گیرد.
دیوان مالیات یکی از مهم‌ترین بخش‌های دستگاه اداری بود. اداره اراضی، اخذ خراج، تنظیم مالیات کشاورزی، و توزیع درآمد بین سپاهیان و خزانه سلطنتی در چارچوب قوانین شریعت و عرف، از وظایف اصلی این دیوان بود. کارگزاران مالی آل کرت در روستاها و شهرهای مهم به‌گونه‌ای عمل می‌کردند که هم درآمد دولت را تضمین کنند و هم نارضایتی عمومی ایجاد نشود، امری که در آن دوران نادر بود.
دیوان قضا در حکومت آل کرت از جایگاه بالایی برخوردار بود. قاضی‌القضات که معمولاً از فقهای برجسته اهل سنت و مذهب حنفی انتخاب می‌شد، نقش اصلی در نظارت بر عدالت اجتماعی، محاکمه مجرمان، رسیدگی به دعاوی حقوقی و نیز حفظ مشروعیت دینی حکومت را داشت. احکام صادره از محاکم شرعی، ضمانت اجرایی قوی داشتند و در بسیاری از موارد، حتی در برابر اشراف و صاحبان قدرت، عدالت اجرا می‌شد.
در کنار این‌ها، آل کرت به آموزش دیوانیان توجه ویژه داشتند. مدارس نظامیه و مکتب‌خانه‌ها به تعلیم ادبیات، فقه، حساب‌داری، کتابت و سایر فنون مورد نیاز دیوان مشغول بودند. نتیجه این آموزش‌ها پرورش نسل‌هایی از دیوانیان بامهارت و وفادار به حکومت بود که توانستند در شرایط دشوار سیاسی و حملات بیرونی، ساختار اداری کشور را حفظ کنند.
ارتباط با مردم نیز از ویژگی‌های مهم اداری دولت آل کرت بود. سلاطین کرت گاه‌به‌گاه در مجالس عمومی حضور می‌یافتند، به دادخواهی مردم گوش می‌دادند و در امور شهری مشارکت می‌کردند. این سنت باعث شد که فاصله‌ی حکومت با مردم کم‌تر باشد و اعتماد عمومی نسبت به دولت بیشتر شود

## روابط با دولت های همسایه
۱. روابط با ایلخانان مغول (ایران و عراق عجم)
دولت آل کرت در آغاز به عنوان نمایندگان ایلخانان مغول در خراسان شناخته می‌شدند. آنان در واقع حکومت نیمه‌مستقلی بودند که با حفظ ظواهر وفاداری، خودمختاری زیادی داشتند. اولین سلاطین آل کرت مانند شمس‌الدین کرت با هولاکو خان و آباقا خان روابط نزدیکی برقرار کردند و حتی در دربار مغول حضور می‌یافتند. در مقابل، ایلخانان هم فرمان حکومت بر خراسان را به آنان می‌دادند و آن‌ها را به عنوان حکام مشروع محلی به رسمیت می‌شناختند.
این وفاداری هوشمندانه به مغولان، در دوران پرآشوب پس از حملات چنگیزخان، باعث شد حکومت آل کرت در هرات و اطراف آن پابرجا بماند. در عین حال، آل کرت‌ها هیچ‌گاه اجازه ندادند مغولان به‌طور مستقیم در امور اداری و فرهنگی خراسان دخالت کنند. پس از ضعف ایلخانان، حکومت آل کرت استقلال خود را به‌طور کامل تثبیت کرد.
۲. روابط با دولت ممالیک مصر
آل کرت‌ها به عنوان یک حکومت سنی مذهب و حامی علما، روابط فرهنگی و دینی خوبی با دولت ممالیک در مصر داشتند که آن‌ها نیز اهل سنت بودند. برخی از حاکمان آل کرت مانند فخرالدین کرت به خلیفه عباسی مقیم قاهره اظهار وفاداری کرده بودند تا مشروعیت مذهبی‌شان را تقویت کنند.
در برخی منابع آمده که میان سلاطین آل کرت و سلاطین مملوکی، نامه‌نگاری‌های رسمی، تبادل علما و حتی اعزام هدایای سلطنتی صورت می‌گرفت. هدف این روابط، ایجاد یک اتحاد معنوی اهل سنت در برابر تهدیدهای خارجی (مانند مغولان غیرمسلمان یا شیعیان غالی) بود.
۳. روابط با سلاطین دهلی (هند)
از آن‌جا که خراسان همواره دروازه‌ای به سوی هند بوده، روابط دولت آل کرت با حکومت‌های شبه‌قاره هند نیز اهمیت داشت. این روابط بیشتر بر پایه تجارت، دیپلماسی و مبادلات فرهنگی استوار بود. سلاطین دهلی (به‌ویژه در دوره تغلقیان و خلجی‌ها) با حکومت آل کرت روابط محتاطانه‌ای داشتند؛ گاهی سفرا و هدایا رد و بدل می‌شد، گاه نیز درباره کنترل بر مناطق مرزی چون بدخشان و سیستان اختلافاتی ایجاد می‌شد.
هرچند آل کرت‌ها در مقام دولت کوچکتر، به دنبال حفظ تعادل در روابط خود با هند بودند، اما از ورود فرهنگ هندی یا زبان‌های غیر اسلامی به دربار خود جلوگیری می‌کردند. گاه مهاجران یا علما از هند به خراسان می‌آمدند و در پناه آل کرت قرار می‌گرفتند

## افول قدرت

### تهدیدات خارجی
یکی از مهم‌ترین عواملی که باعث افول حکومت آل کرت شد، ظهور قدرت‌های خارجی و تهدیدات نظامی بود. در اواخر قرن هشتم هجری (۱۴ میلادی)، تیمور لنگ به عنوان یکی از بزرگ‌ترین فاتحان تاریخ، قدرت‌های مختلف آسیای میانه و خراسان را تهدید می‌کرد. تیمور ابتدا تلاش کرد تا با روابط دیپلماتیک آل کرت را به سوی خود جذب کند، اما این مذاکرات به نتیجه نرسید. در نهایت، تیمور به هرات حمله کرد و این شهر را در سال ۱۳۹۳ میلادی تصرف نمود، که در نتیجه آن، سلطان غیاث‌الدین آخرین پادشاه آل کرت کشته شد و خاندان آل کرت به دست تیمور لنگ منقرض گردید.

### ضعف داخلی و درگیری‌های درون‌دولت
در کنار تهدیدات خارجی، دولت آل کرت با اختلافات داخلی نیز دست و پنجه نرم می‌کرد. در پایان دوران حکومت آل کرت، برخی از حکام محلی در خراسان شروع به ایجاد حکومت‌های نیمه‌مستقل کردند و از مرکزیت حکومت آل کرت دور شدند. این تفرقه‌های داخلی و ضعف‌های سیاسی، زمینه‌ساز سقوط آل کرت شد. علاوه بر این، فقدان ثبات در خانواده سلطنتی و ناتوانی در مدیریت حکومت در برابر تهدیدات خارجی، باعث شد تا ساختار حکومتی این دولت شکننده‌تر شود.

### جنگ‌ها و حملات مغول‌ها
قبل از ظهور تیمور، مغول‌ها نیز بارها به قلمرو آل کرت حمله کردند. اگرچه آل کرت توانسته بودند در برخی موارد با مغول‌ها روابط دیپلماتیک برقرار کرده و حتی در خدمت مغولان قرار گیرند، اما این روابط در نهایت نتواسته بود امنیت پایداری برای حکومت آل کرت به ارمغان آورد. مغول‌ها که در اوایل به آل کرت اجازه حاکمیت در خراسان را داده بودند، با ادامه فشارها و جنگ‌های داخلی در منطقه، سرانجام به این حکومت ضربات سنگینی وارد کردند.

## میراث دولت آل کرت

### میراث فرهنگی و علمی
دولت آل کرت در عرصه فرهنگی، علمی و هنری میراث عظیمی به جای گذاشت. این حکومت در دوره‌ای که بر خراسان حکمرانی می‌کرد، از مراکز علمی و فرهنگی مهم مانند هرات حمایت کرد و در آن‌جا مدارسی ساخته شد که مورد توجه بسیاری از دانشمندان، فلاسفه، و شعرای برجسته قرار گرفت. برخی از آثار علمی و فلسفی که در زمان آل کرت در این مراکز تولید شد، تأثیر زیادی بر تمدن اسلامی و علمی داشت. به ویژه در زمینه فلسفه اسلامی، ریاضیات، نجوم، و طب، آل کرت نقش مؤثری در پیشبرد علم ایفا کردند.

### حمایت از هنر و معماری
آل کرت علاوه بر تأکید بر علم و دانش، از هنر و معماری نیز حمایت کردند. در دوران حکومت آن‌ها، معماری اسلامی در خراسان شکوفا شد و بناهایی چون مساجد، مدارس، و مقابر در این دوره ساخته شد که هنوز هم از آثار برجسته معماری اسلامی به شمار می‌روند. علاوه بر این، هنرهایی چون خطاطی، مینیاتور و نسخ خطی در دربار آل کرت رونق داشت و آثار بسیاری از این دست باقی‌مانده است.

### نقش فرهنگی در حفظ هویت اسلامی در خراسان
در حالی که در آن زمان خراسان تحت فشارهایی از طرف مغول‌ها و دیگر اقوام قرار داشت، آل کرت با حفظ هویت اسلامی و تقویت مفاهیم فرهنگی و مذهبی، نقش مهمی در حفظ مذهب اهل سنت و به‌ویژه در مقابله با فرهنگ‌های غیر اسلامی ایفا کردند. این حکومت با حمایت از علمای دینی و تقویت جنبش‌های مذهبی، موجب تثبیت هویت اسلامی در این منطقه شد.

### تأثیر در تاریخ سیاسی ایران
هرچند دولت آل کرت به سرعت سقوط کرد، اما میراث آن‌ها در تاریخ سیاسی ایران و آسیای مرکزی باقی ماند. حکام آل کرت به دلیل موقعیت استراتژیک خود در خراسان، در زمان حیاتشان نقشی مهم در شکل‌گیری و تغییرات سیاسی منطقه ایفا کردند. پس از سقوط آل کرت، مناطق تحت نفوذ آن‌ها مانند هرات و مرو، به کانون‌های اصلی تحولات سیاسی و فرهنگی تبدیل شدند و تاثیرات این دوران در دوره‌های بعدی، از جمله در حکومت تیموریان، ادامه یافت.

## فرمانروایان
سرسلسلهٔ این دودمان شمس‌الدین محمد دخترزادهٔ ملک رکن‌الدین، و او بزمان جدّ خویش رکن‌الدین یکی از سران سپاه و از مقربین چنگیزخان بود (۶۴۳–۶۷۶)، و پس از او رکن‌الدین کهین پسر شمس‌الدین محمد به‌جای او نشست (۶۷۷–۷۰۵)، و بعد از رکن‌الدین کهین پسر او فخرالدین به مقام پدر رسید (۷۰۵–۷۰۶)، چهارمین فرمانروای این سلسله غیاث‌الدین پسر فخرالدین است (۷۰۷–۷۲۹)، و پنجمین آنان شمس‌الدین محمد (۷۲۹–۷۳۰)، ششمین ملک حافظ (۷۳۰ –۷۳۲) و هفتمین این دوده معزالدین حسین است (۷۳۲–۷۷۱)، و پس از او پسرش غیاث‌الدین جای پدر گرفت (۷۷۱–۷۸۳)، و او را امیرتیمور گورکان مغلوب کرده و با پسر به ماوراءالنهر فرستاد و در آنجا در ۷۸۷ بامر او به قتل رسیدند و سلسلهٔ آل‌کرت منقرض گردید.